# Moritz Trautmann
Moritz Trautmann, född den 24 mars 1842 i Klöden, död den 23 april 1920 i Frankfurt am Main, var en tysk anglist.
Trautmann genomgick gymnasiet i Eisleben, studerade från 1863 vid universitetet i Halle och övergick 1865 till Berlins universitet. Läsåret 1866/67 arbetade han som lärare i Küstrin och Stettin, läsåret 1867/1868 studerade han i Italien och från 1868 till 1870 i Frankrike. 
Han promoverades 1871 till Dr. phil. och vistades därefter en tid i England, var läsåret 1874/1875 lärare i Leipzig och fick sin habilitation 1876 vid därvarande universitet, där han var verksam som docent till 1880. Då blev han extra ordinarie, 1885 ordinarie professor i Bonn.
Tillsammans med Leipzigprofessorn Richard Paul Wülker utgav han mellan 1876 och 1885 tidskriften Anglia. Från 1898 var han utgivare av Bonner Beiträge zur Anglistik.